# Надежда (име)
Вижте пояснителната страница за други значения на Надежда.
Надежда е популярно българско женско име с гръцки произход. В гръцкия Надежда произлиза от думите Ελπίς. Умалителната му форма варира в различните държави – Надя, Нада, Надка, Дешка
Разпространено име поради известността на Света мъченица София с дъщерите си светите деца мъченици Вяра, Надежда и Любов.
Жените с това име празнуват имен ден на 17 септември.

## Исторически личности с името Надежда
- Надежда